# Ceraclea armata
Ceraclea armata is een schietmot uit de familie Leptoceridae. De soort komt voor in het Palearctisch gebied.